# Rudolf L. Schreiber
Rudolf L. Schreiber (* 4. November 1940 in Frankfurt am Main; † 7. März 2021 ebenda) war ein deutscher Publizist und Unternehmensberater.

## Biografie
Nach seinem Abschluss in der Werbefachlichen Akademie Hamburg vertrat Schreiber als leitender Mitarbeiter die Werbeagentur BBDO für zehn Jahre in Deutschland, Europa und in den Vereinigten Staaten.
1974 gründete er in Neu-Isenburg „die gruppe“, die bundesweit erste Beratungsagentur für ökologisches Marketing. 1975 gehörte er zum Gründungsvorstand des Bundes für Umwelt und Naturschutz Deutschland und der Deutschen Umwelthilfe. 1977 rief er zusammen mit dem BUND und der deutschen Wirtschaft die erste deutsche Naturschutzkampagne „Rettet die Vögel – Wir brauchen sie“ ins Leben. 1978 gründete er die Pro Natur Verlagsgesellschaft mbH. Weitere von Schreiber initiierte Naturschutzkampagnen folgten, wie Rettet die Frösche (1983), Rettet die Wildtiere (1986) und Rettet die Vogelwelt (1987). Schreiber wurde mehrfach für seine Kampagnen ausgezeichnet. Zuletzt engagierte er sich verstärkt für die Umsetzung von Agenda-21-Projekten.

## Auszeichnungen
- 1978 Autorenpreis der Deutschen Umwelthilfe für das Buch Rettet die Vögel – Wir brauchen sie
- 1987 Preis „Buch des Jahres 1987“ für Rettet die Vogelwelt des BDW Deutscher Kommunikationsverband
- 1988 Würdigung durch Prinz Philip und Prinz Bernhard für die Kampagne und das Buch Rettet die Vogelwelt
- 1998 Bayerische Naturschutzmedaille des Bund Naturschutz Bayern e. V. für herausragendes Umweltmanagement
- 1999 Ökomanager des Jahres 1999 Sonderpreisträger der Zeitschrift Capital für innovatives ökologisches Management
- 2003 Verleihung der Verdienstmedaille des Verdienstordens der Bundesrepublik Deutschland für Verdienste im Bereich des Natur- und Umweltschutzes
- 2007 Umweltmedienpreis für sein Lebenswerk
- 2015 Ernennung zum Ehrenmitglied des BUND

## Werke (Auswahl)
- 1978: Rettet die Vögel – wir brauchen sie, Herbig Verlag
- 1983: Rettet die Frösche, Verlag Pro-Natur
- 1986: Rettet die Wildtiere, Thienemann Verlag
- 1987: Rettet die Vogelwelt, Ravensburger Verlag
- 1987: Save the Birds, Houghton Mifflin (englische Originalausgabe von Rettet die Vogelwelt)
- 1989: Die Nationalparke Europas, Süddeutscher Verlag
- 1992: Arche Noah 2000. Unsere Umwelt braucht unsere Hilfe, Thienemann Verlag
- 1993: Tiere auf Wohnungssuche, Deutscher Landwirtschaftsverlag